# (5031) Švejcar
5031 Svejcar (1990 FW1) – planetoida z pasa głównego asteroid okrążająca Słońce w ciągu 3,8 lat w średniej odległości 2,44 j.a. Odkryta 16 marca 1990 roku.